# Choắt lớn mỏ vàng
Choắt lớn mỏ vàng (danh pháp hai phần: Tringa guttifer) là một loài chim thuộc họ Dẽ. Loài chim này dài đến 32 cm. Chân ngắn, màu vàng. Mỏ có hai màu, rộng bản và dày rất dễ nhận biết. Giữa các ngón chân có màng màu vàng.
Trong thời kỳ sinh sản, dưới cơ thể có vệt lốm đốm to đậm và phía trên đen hơn, với những vết khía màu trắng hình chữ V trên lông tam cấp, tạo nên ánh kim lấp lánh. Vào thời gian khác, đầu và cổ rất nhợt nhạt nổi bật lên giữa đàn choắt lớn. Thường rất lặng lẽ.